# Рональд Пофалла

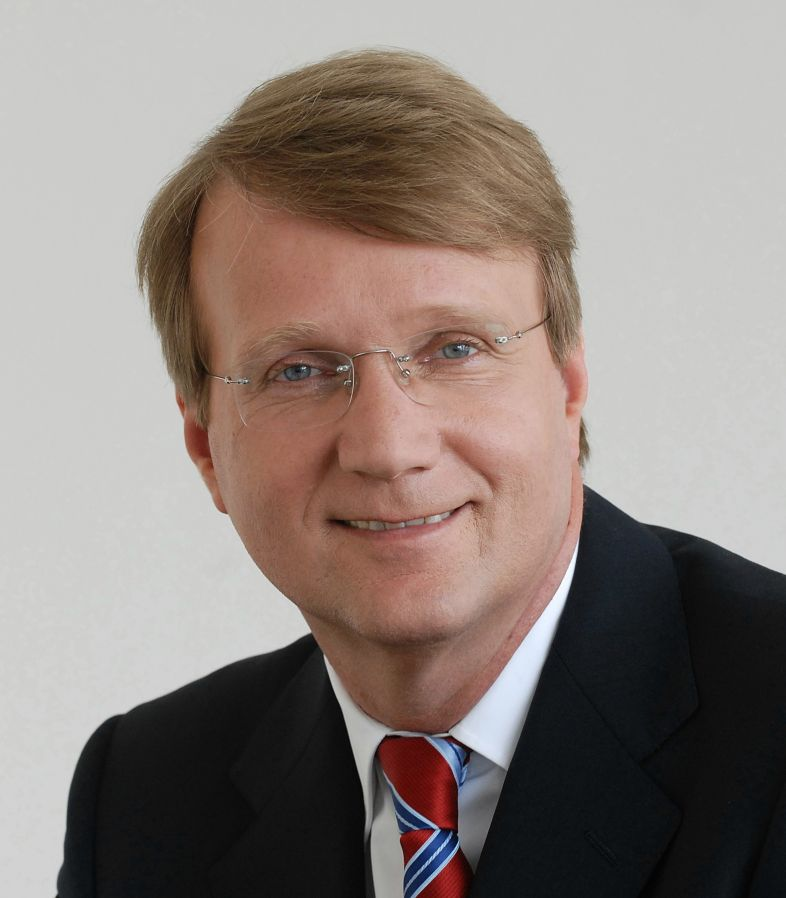
Рональд Пофалла

Рональд Пофалла (нім. Ronald Pofalla; нар. 15 травня 1959, Веце) — німецький політик, з 28 жовтня 2009 по 17 грудня 2013 — голова відомства федерального канцлера і федеральний міністр з особливих доручень.

## Освіта
Пофалла вивчав соціальну педагогіку в університеті прикладних наук в місті Клеве. Після його закінчення в 1981 році, він вивчав право в Кельнському університеті. У 1991 році пройшов другий державний іспит. З цього часу Пофалла був ліцензований для роботи як адвокат.

## Політична кар'єра
З 1975 року член Колегії ХДС. З 2005 по 2009 займав посаду секретаря партії.
З 1990 член Бундестагу Німеччини.